# Elfriede Ledig
Elfriede Ledig (* 14. Juni 1955; † 24. September 2020 in München) war eine deutsche Germanistin und Filmwissenschaftlerin, Autorin, Redakteurin und Verlagsleiterin.

## Leben
Ledig studierte neuere deutsche Philologie und Filmphilologie bei Klaus Kanzog an der Ludwig-Maximilians-Universität München und wurde dort 1987 promoviert. Gemeinsam mit Michael Schaudig und Ludwig Bauer gründete sie 1987 den diskurs film Verlag der Verlegergemeinschaft Schaudig, Bauer und Ledig in München. In ihren filmphilologischen Publikationen zu deutschen Stummfilmen, darunter dem von Paul Wegener und Carl Boese gedrehten Stummfilm Der Golem, wie er in die Welt kam, zeigte sie, dass bei schwieriger Überlieferungslage Verfahren der Textkritik eingesetzt werden können, um in unvollständigen Kopien überlieferte Filme zu rekonstruieren. Mit ihren filmphilologischen Arbeiten und den Publikationen des von ihr mitbegründeten diskurs film Verlags trug sie zur Verwissenschaftlichung der Theorie der Filmrestaurierung und Rekonstruktion von Filmen bei. Als Sachbuch-Autorin verfasste sie unter dem Namen Elfi Ledig Reiseführer und wirkte als Redakteurin im Verlag Dorling Kindersley, München, bei der Publikation zahlreicher Reiseführer mit.

## Werke

### Monographien / Filmwissenschaft
- Paul Wegeners Golem-Filme im Kontext fantastischer Literatur: Grundfragen zur Gattungsproblematik fantastischen Erzählens. Schaudig, Bauer, Ledig, München 1989 (= Diskurs Film / Bibliothek; Band 1), ISBN 3-926372-51-6

### Monographien / Reiseführer
- Top 10 München. Dorling Kindersley, München, Aktualisierte Neuauflage 2017/2018, ISBN 978-3-7342-0551-4
- Top 10 Leipzig. Dorling Kindersley, München, Aktualisierte Neuauflage 2015/2016, ISBN 978-3-7342-0514-9

### Herausgeberschaften
- Der Stummfilm. Konstruktion und Rekonstruktion. Schaudig, Bauer, Ledig, München 1988 (= Diskurs Film; Band 2), ISBN 3-926372-02-8.
- Alt-Prag in Erinnerungen und Geschichten. Groh, Wörthsee bei München 1993, ISBN 978-3-89008-502-9
- Ohne Musik wäre das Leben ein Irrtum. Musikerlebniss, Musikgenuss. Groh, Wörthsee bei München, ISBN 978-3-89008-504-3.